# 체리 eQ5
체리 eQ5(영어: Chery eQ5)는 체리 자동차에서 2020년부터 2023년까지 생산했던 중인 전기 소형 크로스오버 SUV이다.

## 개요

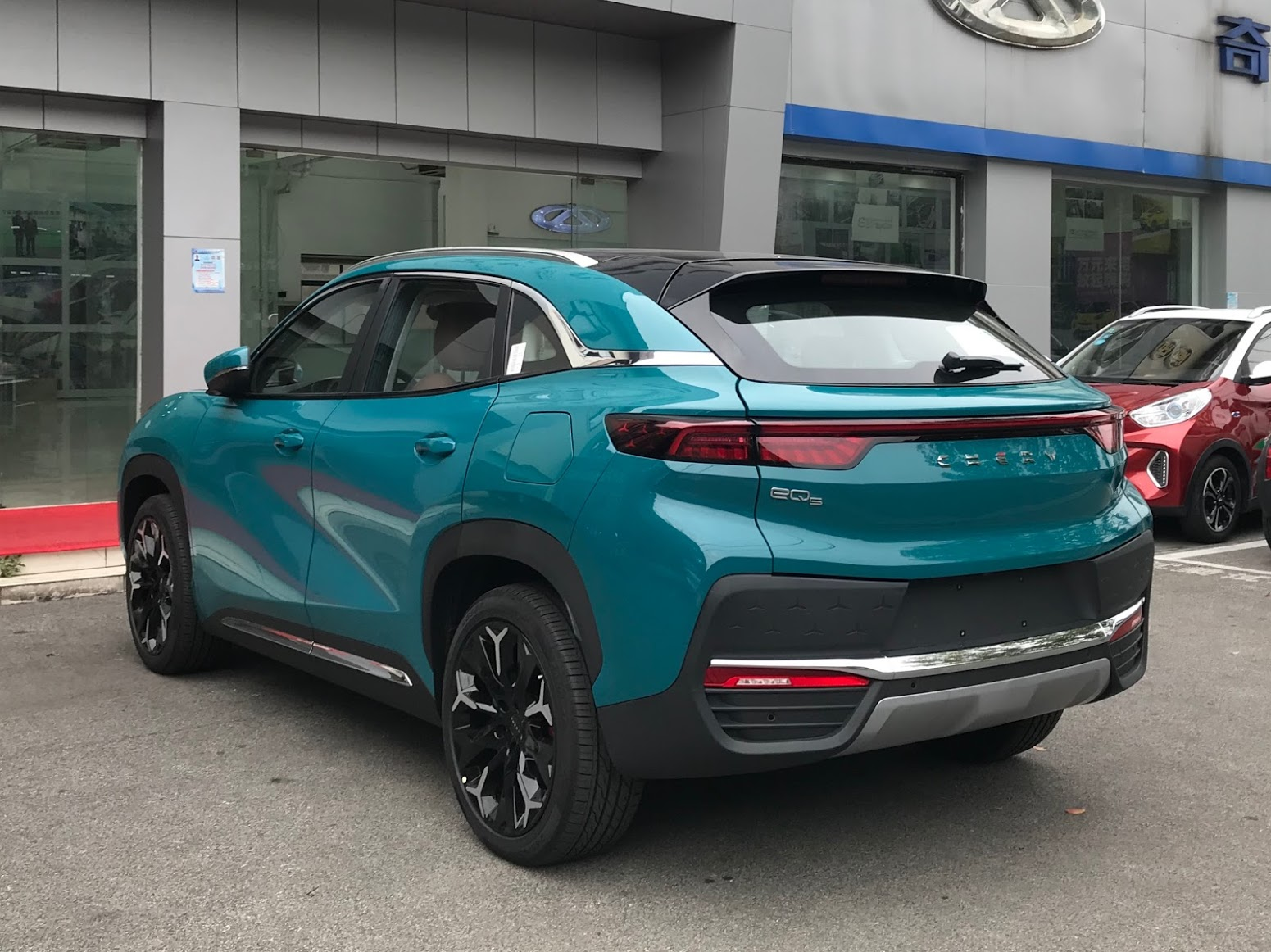
체리 eQ5의 후면

2019년 8월 체리 NEV 관계자는 회사가 순수 전기 자동차 모델을 위한 전체 알루미늄 플랫폼을 개발 중이며 S81, S61 및 S57을 포함하여 2020년까지 전기 모델을 구축할 것이라고 언급하였다. 언급되어 있는 3가지 모델은 주로 쿠페와 SUV이며 전기 4륜구동 시스템을 탑재할 수 있다. 또한 알루미늄 순수 전기 차대를 기반으로 구축된 모델이 중국의 기술 기업과 협력할 것이라고 밝혔으며, 안면 인식, ADAS 및 5G-V2X를 제공하였다. 2019년 12월 현재 S61이라는 코드명을 가진 체리 자동차의 전기 크로스오버 SUV에 대한 뉴스가 공개되었다. S61 EV는 새로운 외부 스타일링 디자인 언어를 선보이며 새로 개발된 순수 알루미늄 전기 차대를 기반으로 한다. S61 모델의 양산 버전은 2020년 중반에 출시되었다.

## 기술적 세부 사항
체리 eQ5는 체리의 새로운 LFS 고강도 알루미늄-마그네슘 합금 스마트 차량 플랫폼을 기반으로 하며, 이는 기존 차량 플랫폼 무게의 60%에 불과하다. LFS 고강도 알루미늄-마그네슘 합금 스마트 차량 플랫폼은 차체 프레임의 93%가 알루미늄-마그네슘 합금을 사용하며, 플랫폼 프레임의 무게는 94.4 킬로그램 (208 lb) 또는 기존 플랫폼을 사용하는 차량 구조 무게의 60%에 불과하다.
저출력, 표준출력, 고출력 변형을 포함한 세 가지 후륜 구동 변형이 출시 시점에 계획되었으며, 후방에 단일 전기 모터가 장착되었다. 저출력 변형의 모터는 120 kW (161 hp; 163 PS)의 출력과 250 N·m (184 lb·ft)의 토크를 생산한다. 표준출력 변형의 모터는 133 kW (178 hp; 181 PS)의 출력과 280 N·m (207 lb·ft)의 토크를 생산하도록 조정되었다. 고출력 변형의 모터는 150 kW (201 hp; 204 PS)의 출력과 295 N·m (218 lb·ft)의 토크를 생산하도록 조정되었다.
체리 eQ5 저출력 및 표준출력 변형은 무게가 456 킬로그램 (1,005 lb)에 불과한 70.1 kWh 리튬 이온 배터리 팩을 사용하며 NEDC 등급 주행 거리는 510 킬로미터 (317 mi)이다. 반면, 고출력 변형은 NEDC 등급 주행 거리가 620 킬로미터 (385 mi)에 이르는 88 kWh 리튬 이온 배터리 팩을 사용한다.

### 실내 기술

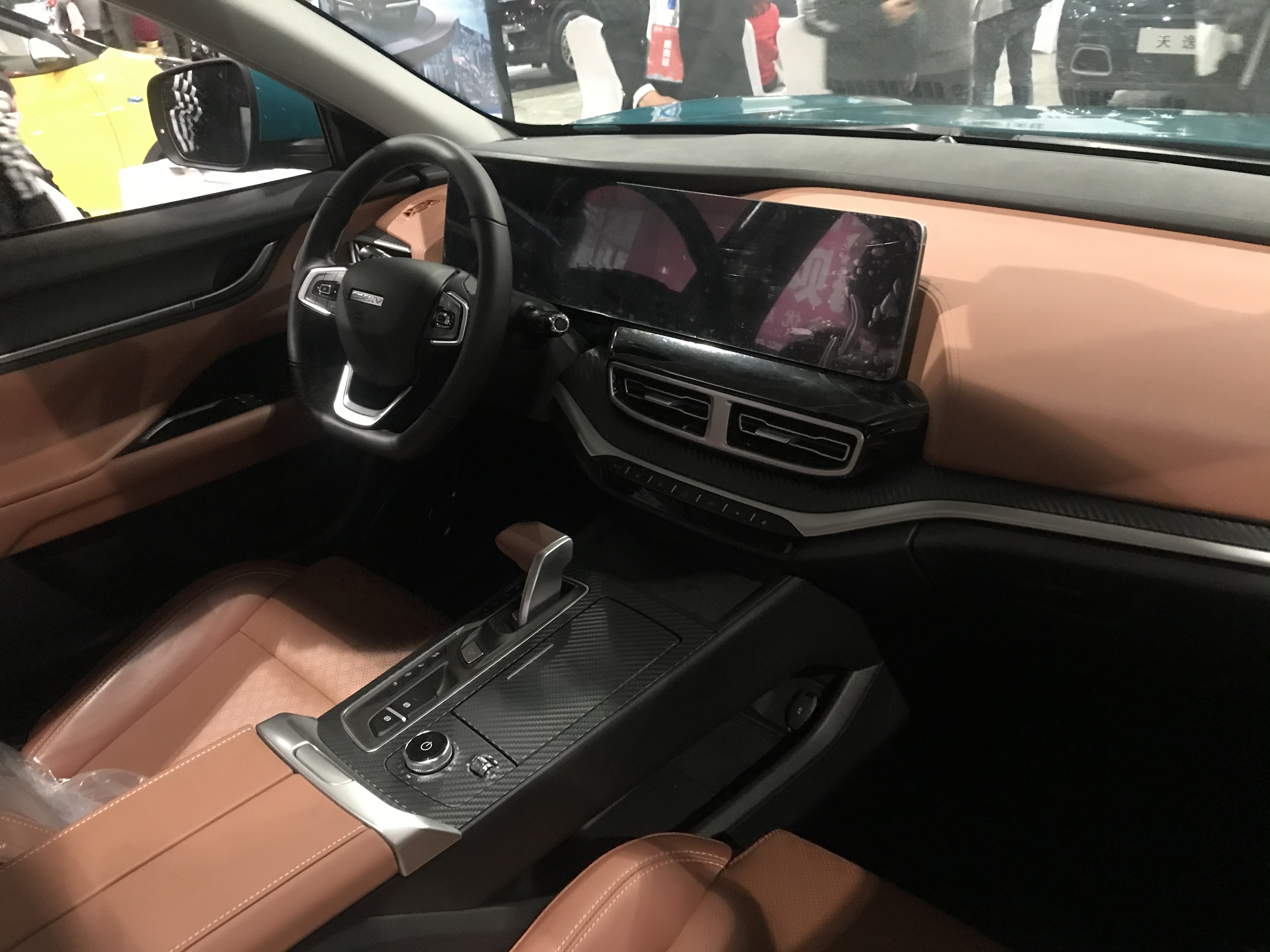
체리 eQ5 내부

체리 eQ5의 실내는 완전 디지털 계기판과 중앙 인포테인먼트 디스플레이를 갖추고 있으며, 가상 계기판 및 터치스크린 인포테인먼트 시스템으로 사용되는 듀얼 12.3인치 디스플레이, 220볼트 전원 콘센트, Qi 고속 무선 충전기, 얼굴 인식, 공기 품질 관리 시스템 (AQS), CN95 표준 공기 필터, 전동 시트, 블랙 파노라마 선루프 등의 실내 기능을 갖추고 있다. 이전에 중국 언론 보도에 따르면 인포테인먼트 시스템 기능 목록에는 인공지능 음성 인식 시스템, 다중 화면 상호 작용, 무선 소프트웨어 업데이트, 첨단 운전자 보조 시스템 및 5G-V2X가 포함된다.
체리 eQ5는 화웨이의 Harmony OS 인포테인먼트 시스템과 같은 온보드 기술을 사용하는 세계 최초의 차량이라고 알려져 있다. eQ5의 기능에는 20개의 센서, 어댑티브 크루즈 컨트롤, 주차 보조, 정면 충돌 방지, 사각 지대 모니터링 및 차선 변경 제어를 통해 지원되는 레벨 2 자율 시스템이 포함된다.